# Nynäshamn (comune)
Nynäshamn è un comune svedese di 26 031 abitanti, situato nella contea di Stoccolma. Il suo capoluogo è la città omonima.

## Località
Nel territorio comunale sono comprese le seguenti aree urbane (tätort):
- Grödby
- Landfjärden
- Nynäshamn
- Ösmo
- Sorunda
- Stora Vika

## Amministrazione

### Gemellaggi
- Liepaja
- Lillestrøm
- Kalundborg
- Kimito